# Hilara sanctaecrucis
Hilara sanctaecrucis är en tvåvingeart som beskrevs av Niesiolowski 1983. Hilara sanctaecrucis ingår i släktet Hilara och familjen dansflugor.
Artens utbredningsområde är Polen. Inga underarter finns listade i Catalogue of Life.